# برنامج تايرا بانكس
برنامج تايرا بانكس المعروف أيضا باسم تايرا أو برنامج تايرا، هو برنامج حواري أمريكي تستضيفه تايرا بانكس.
في حين تغطى تايرا مجموعة متنوعة من الموضوعات، كان هناك تركيز حول القضايا الراهنة المثارة التي تواجه المرأة

## تاريخ تايرا
عرض برنامج تايرا بانكس لأول مرة يوم 12 سبتمبر 2005 أمام جمهور على الهواء مباشرة في شبكة سي بي اس التلفزيونية في مدينة لوس أنجلوس، كاليفورنيا

## وصلات خارجية
- برنامج تايرا بانكس على موقع IMDb (الإنجليزية)
- برنامج تايرا بانكس على موقع ميتاكريتيك (الإنجليزية)
- برنامج تايرا بانكس على موقع الموسوعة البريطانية (الإنجليزية)
- برنامج تايرا بانكس على موقع كينوبويسك (الروسية)
- برنامج تايرا بانكس على موقع قاعدة بيانات الفيلم (الإنجليزية)
- برنامج تايرا بانكس في قاعدة بيانات الأفلام على الإنترنت
- برنامج تايرا بانكس في تي في دوت كوم